# Süreyya Ağaoğlu
Süreyya Ağaoğlu (ur. 1903 w Şuşy, zm. 29 grudnia 1989 w Stambule) – turecka prawniczka i pisarka, pochodzenia azerskiego, pierwsza kobieta-prawnik w historii Turcji, siostra pisarki Tezer Taşkıran i poety Sameta Ağaoğlu.

## Życiorys
Była córką Ahmeta Ağaoğlu, znanego tureckiego polityka, pochodzenia azerskiego i Sitare z d. Ağayev. W 1920 rodzina Ağaoğlu przeniosła się z Azerbejdżanu do Turcji. Mimo że pierwsza próba podjęcia przez Süreyyę studiów prawniczych w 1921 zakończyła się niepowodzeniem, już rok później władze uczelni zgodziły się na uruchomienie studiów dla kobiet. Süreyya Ağaoğlu ukończyła studia prawnicze na Uniwersytecie Stambulskim. Po studiach przeniosła się do Ankary. W 1928 uzyskała od władz Turcji koncesję na wykonywanie zawodu adwokata, stając się pierwszą w historii Turcji kobietą wykonującą ten zawód. W tym samym roku została zatrudniona w administracji państwowej, ale w 1931 powróciła do Stambułu prowadząc kancelarię prawniczą. Do roku 1960 była jedyną kobietą w Izbie Adwokackiej Stambułu. W 1945 pracowała krótko w kancelarii prawniczej Edwards w Londynie. Od 1946 reprezentowała tureckich prawników w międzynarodowym stowarzyszeniu adwokatów. W 1975 na kongresie w Warnie została wybrana przewodniczącą Międzynarodowej Konfederacji Kobiet Prawników.
W 1960 po przewrocie politycznym w Turcji broniła swojego brata Sameta Ağaoğlu, skazanego na karę dożywotniego pozbawienia wolności. W tym czasie zaangażowała się w działalność polityczną w ramach Partii Nowej Turcji, trafiając z czasem do władz tego ugrupowania. Była autorką wspomnień, poświęconych swoim podróżom, a także działalności politycznej swojego ojca. Pisała do czasopisma kobiecego Kadın Gazetesi. Zmarła z powodu udaru mózgu po upadku, w grudniu 1989. Pochowana na cmentarzu Feriköy. 

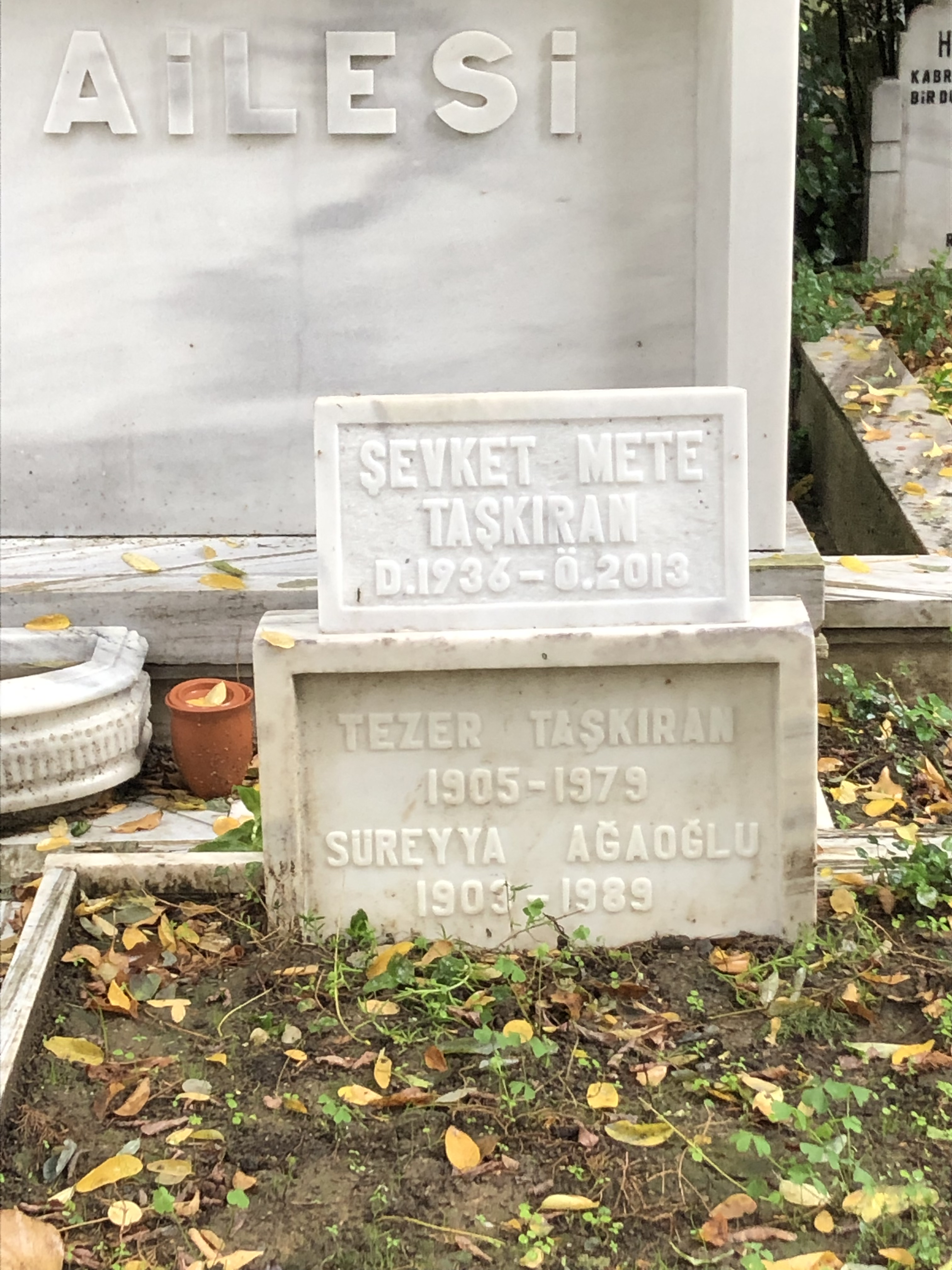
Grób Süreyyi Ağaoğlu na cmentarzu Feriköy

W 1950 poślubiła niemieckiego prawnika Wernera Taschenbrekera, z którym rozwiodła się po dziesięciu latach małżeństwa. Para nie miała dzieci.

## Publikacje
- 1946: Londra'da Gördüklerim (Co widziałam w Londynie)
- 1975: Bir Hayat Böyle Geçti (Życie, które przeminęło)